# Graukopftrogon
Der Graukopftrogon (Trogon citreolus) ist eine Vogelart aus der Familie der Trogone (Trogonidae).
Die Art wurde mitunter als konspezifisch mit dem Schwarzkopftrogon (Trogon melanocephalus) angesehen.
Der Vogel ist endemisch im Westen Mexikos.
Der Lebensraum umfasst aride und semiaride Wälder, Mangroven und Plantagen im Tiefland an den Hängen Mexikos zum Pazifik bis 1000 m Höhe. Bevorzugt wird Dornwald.
Der Artzusatz kommt von lateinisch citreolus ‚zitronenfarben‘.

## Merkmale

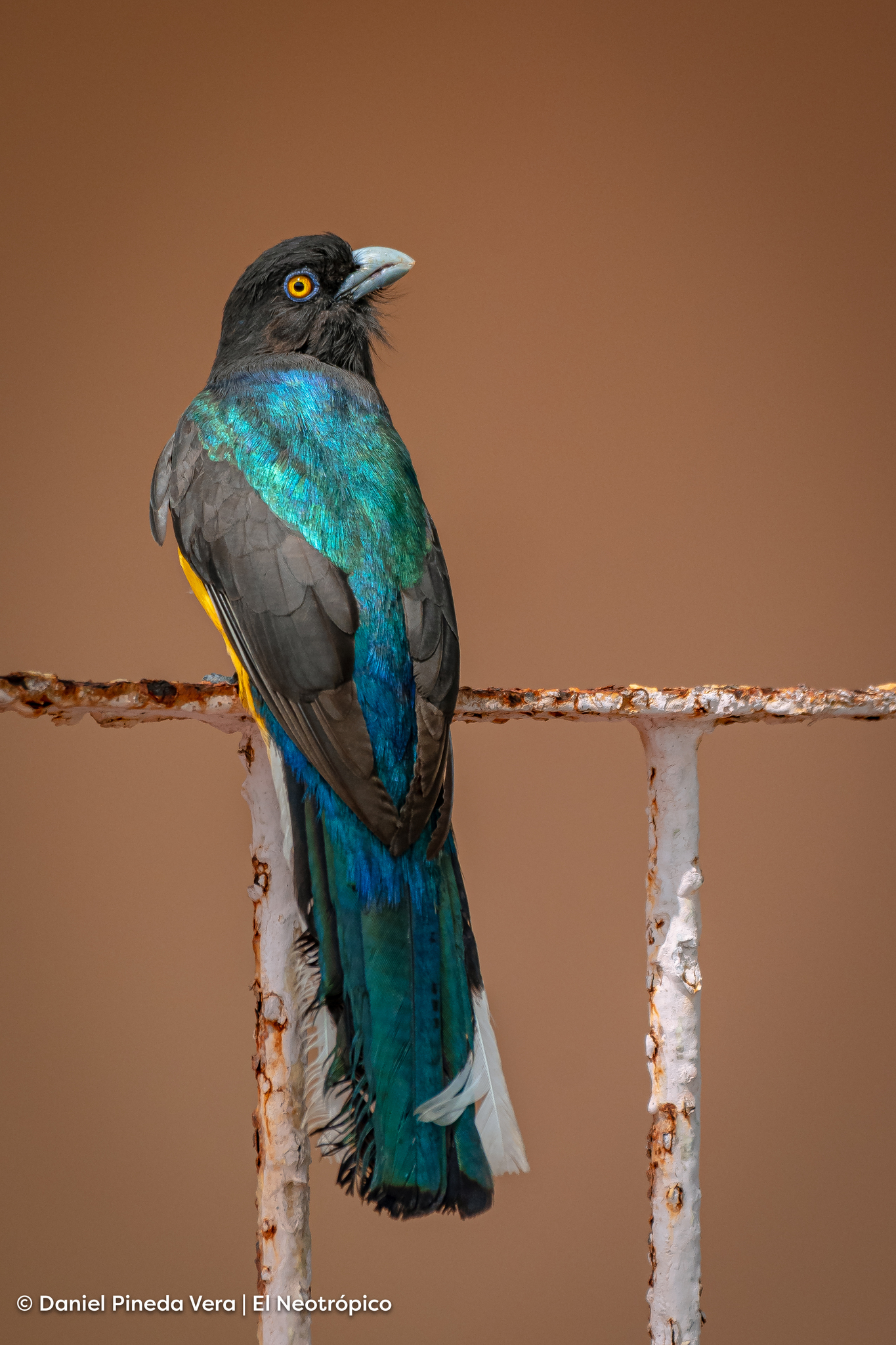
Graukopftrogon (T. citreolus), Männchen

Das Verbreitungsgebiet des Graukopftrogons

Die Art ist etwa 27 cm groß, wiegt 86 bis 90 g. Das Männchen ist am Kopf einschließlich Hals und Oberbrust sowie Nacken gleichmäßig grau bis grauschwarz, die Oberseite ist metallisch grün und geht Richtung Bürzel in violettes Blau über. Die Schwanzoberseite ist blaugrün mit schwarzer Spitze. Die Flügel sind dunkel, die Außenseiten der Handschwingen weiß. Ein schmales weißes Brustband grenzt die hellgelbe Unterseite ab, die Unterschwanzdecken sind durch ein breites weißes Band abgesetzt.
Weibchen sind nicht grauschwarz, sondern dunkelgrau, haben eine blassere graue Brust und matter gelbe Unterseite. Die Schnäbel sind dunkel, die Augen gelb, die Schwanzunterseite ist weiß mit schwarzer Berandung. Jungvögel haben dunkles Auge und etwas mehr Schwarz an der Schwanzunterseite.
Der Vogel unterscheidet sich vom ähnlichen Schwarzkopftrogon (Trogon melanocephalus) durch blassere, grauere Färbung, durch das gelbe Auge ohne sichtbaren Augenring, durch weniger blauen bis grünen Schimmer auf dem Rücken und weniger Schwarz an der Schwanzunterseite.

## Geografische Variation
Es werden folgende Unterarten anerkannt:
- T. c. citreolus Gould, 1835, Nominatform – Pazifische Seite Mexikos von Sinaloa bis Oaxaca
- T. c. sumichrasti Brodkorb, 1942[6] – Pazifische Küstenebene in Oaxaca und Chiapas, größer, breitere weiße Spitzen an den äußeren Steuerfedern

## Stimme
Der Gesang ist ähnlich wie der des Schwarzkopftrogons eine schnelle Folge kurzer Laute und erinnert an Ameisenvögel (Thamnophilidae).

## Lebensweise
Die Art ist ein Standvogel. Die Nahrung besteht hauptsächlich aus Früchten von Februar bis Juni, dann von Juli bis Oktober aus Insekten, die übrige Zeit aus beidem zu gleichen Teilen.
Die Brutzeit liegt zwischen Mai und August. Das Nest wird in Baumnestern von Termiten, meist Nasutitermes, angelegt. Das Gelege besteht aus 2–4 Eiern.

## Gefährdungssituation
Der Bestand gilt als „nicht gefährdet“ (least Concern).